# Coteaux-du-loir
Cet article possède un paronyme, voir Coteaux-sur-Loire.
Le coteaux-du-loir est un vin d'appellation d'origine contrôlée produit le long d'une partie de la vallée du Loir, dans la Sarthe et en Indre-et-Loire. La surface de production représente 70 hectares avec comme cépages principaux le chenin B (vin blanc) et le pineau d'Aunis N (vin rouge et rosé).

## Histoire
La crise du phylloxera touche durement le vignoble à la fin du XIXe siècle. Appellation d'origine contrôlée créée en 1948. Apparition de l'enjambeur dans les années 1960-70 qui remplace le cheval. Les techniques en viticulture et œnologie ont bien évolué depuis ces années (vendange en vert, table de triage, cuve en inox, pressoir électrique puis pneumatique, etc.).

## Situation géographique
Vignoble situé sur 16 communes de la Sarthe et 5 communes d'Indre-et-Loire :
Dans la Sarthe : Beaumont-sur-Dême, Chahaignes, Château-du-Loir, Chenu, Dissay-sous-Courcillon, Flée, La Chartre-sur-le-Loir, Lhomme, Marçon, Montabon, Nogent-sur-Loir, Poncé-sur-le-Loir, Ruillé-sur-Loir, Saint-Germain-d'Arcé, Saint-Germain-du-Val, Saint-Pierre-de-Chevillé et Vouvray-sur-Loir.
En Indre-et-Loire : Bueil, Saint-Aubin-le-Dépeint, Saint-Christophe-sur-le-Nais, Saint-Paterne-Racan et Villebourg.

### Géologie et orographie
Ce sont des sols argilo-siliceux, sur craie de tuffeau.

### Climatologie
C'est un climat tempéré d'influence océanique dégradé.
Tableau climatique de Tours et Le Mans car cette appellation est située entre ces deux villes :
- Pour la ville de Tours (alt. 108 m), les valeurs climatiques de 1965 à 1990 sont :

| Mois                                                                              | Janv | Fév  | Mars | Avr  | Mai  | Juin | Juil | Août | Sept | Oct  | Nov  | Déc  | Année |
| --------------------------------------------------------------------------------- | ---- | ---- | ---- | ---- | ---- | ---- | ---- | ---- | ---- | ---- | ---- | ---- | ----- |
| Températures minimales moyennes °C                                                | 1,6  | 2    | 3,3  | 5    | 8,4  | 11,4 | 13,1 | 12,9 | 10,8 | 7,9  | 3,8  | 2,3  | 6,9   |
| Températures moyennes °C                                                          | 4,2  | 5,1  | 7,3  | 9,6  | 13,2 | 16,5 | 18,9 | 18,6 | 16,1 | 12,3 | 7,1  | 4,8  | 11,2  |
| Températures maximales moyennes °C                                                | 6,9  | 8,2  | 11,3 | 14,3 | 18,1 | 21,7 | 24,6 | 24,3 | 21,4 | 16,7 | 10,5 | 7,4  | 15,4  |
| Moyennes mensuelles de précipitations (mm)                                        | 63,3 | 61,6 | 54,3 | 51,4 | 67,5 | 47,5 | 53   | 40,9 | 54,3 | 61   | 63   | 65,9 | 683,7 |
| Source : Archives climatologiques mensuelles - Tours Saint-Symphorien (????-1990) |      |      |      |      |      |      |      |      |      |      |      |      |       |

- Pour la ville du Mans (à 51 mètres d'altitude), les valeurs climatiques de 1961 à 1990 sont :

| Mois                                  | jan.       | fév.     | mars       | avril     | mai       | juin      | jui.      | août      | sep.      | oct.      | nov.      | déc.      | année     |
| ------------------------------------- | ---------- | -------- | ---------- | --------- | --------- | --------- | --------- | --------- | --------- | --------- | --------- | --------- | --------- |
| Température minimale moyenne (°C)     | 1,2        | 1,5      | 2,8        | 4,9       | 8,2       | 11,3      | 13,1      | 12,6      | 10,5      | 7,6       | 3,8       | 1,9       | 6,6       |
| Température moyenne (°C)              | 4,1        | 5        | 7,2        | 9,8       | 13,3      | 16,7      | 18,8      | 18,3      | 16        | 12,1      | 7,3       | 4,8       | 11,1      |
| Température maximale moyenne (°C)     | 7,1        | 8,5      | 11,6       | 14,7      | 18,4      | 22        | 24,5      | 24        | 21,4      | 16,6      | 10,8      | 7,7       | 15,6      |
| Record de froid (°C) date du record   | −18,2 1987 | −17 1956 | −11,3 1971 | −4,9 1956 | −3,7 1957 | 1,6 1975  | 3,9 1954  | 3,2 1956  | −0,5 1952 | −5,4 1997 | −12 1956  | −21 1964  | −21 1964  |
| Record de chaleur (°C) date du record | 17,2 1975  | 21 1960  | 24,9 1955  | 30,3 1949 | 32,4 1953 | 36,9 1976 | 40,4 1952 | 40,5 2003 | 34,6 1961 | 29,7 1985 | 21,9 1955 | 18,3 1953 | 40,5 1952 |
| Nombre de jours avec gel              | 12,1       | 10,8     | 9          | 3         | 0,5       | 0         | 0         | 0         | 0         | 1         | 6,9       | 11,1      | 54,3      |
| Ensoleillement (h)                    | 62,7       | 86,9     | 141,5      | 179,2     | 204       | 227,3     | 248,9     | 222,4     | 182       | 133,2     | 79,7      | 57,1      | 1 824,9   |
| Précipitations (mm)                   | 64,8       | 59,4     | 58,7       | 50,7      | 60,8      | 45,6      | 49,6      | 45,1      | 54,1      | 57,7      | 67,7      | 63,8      | 678       |

## Vignoble

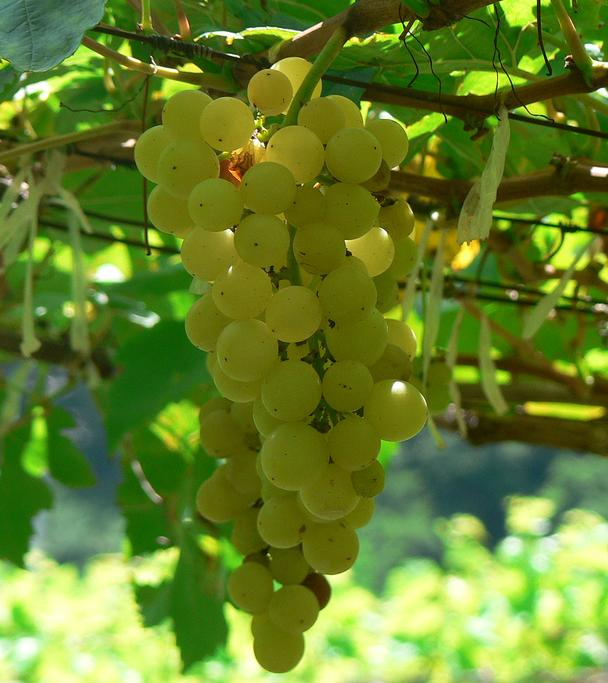
Grappe de Chenin B

### Présentation
Ce vignoble, classé AOC par le décret du 12 mai 1948, s'étend sur 78 hectares à l'intérieur de 16 communes de la Sarthe et 6 communes d'Indre-et-Loire. Le volume de production représente 3 100 hectolitres. 

### Encépagement
Les vins blancs sont issus uniquement du chenin B, appelé aussi pineau blanc de la Loire.
Les vins rouges et rosés sont issus principalement du pineau d'Aunis N (60 % minimum), accessoirement du cabernet franc N, du côt N et du gamay N dans la limite de 30 % maximum. À ceux-ci, on rajoute le grolleau N dans la limite de 25 % pour les vins rosés.

### Méthodes culturales

#### Travail manuel
Ce travail commence par la taille. Le tirage des sarments suit la taille. Les sarments sont enlevés et peuvent être brûlés ou mis au milieu du rang pour être broyés. On passe ensuite aux réparations. Éventuellement des plantations de greffes. L'ébourgeonnage peut débuter dès que la vigne a commencé à pousser. Cette méthode permet, en partie, de réguler les rendements. Le relevage est pratiqué lorsque la vigne commence à avoir bien poussé. En général, deux à trois relevages sont pratiqués. Pour finir avec le travail manuel à la vigne se réalise l'étape importante des vendanges.

#### Travail mécanique
L'enjambeur est d'une aide précieuse. Les différents travaux se composent du broyage des sarments ; de trou fait à la tarière, là où les pieds de vignes sont manquants ; de labourage ou griffage, réalisé dans le but d'aérer les sols et de supprimer des mauvaises herbes. De désherbage. De plusieurs traitements des vignes, réalisés dans le but de les protéger contre certaines maladies cryptogamiques (mildiou, oïdium, pourriture grise, etc.). De plusieurs rognages consistant à reciper ou couper les branches de vignes (rameaux) qui dépassent du système de palissage. Des vendanges mécaniques se réalisant avec une machine à vendanger ou une tête de récolte montée sur un enjambeur.

### Rendements
Les rendements pour les vins sont de 55 hectolitres par hectare pour le rendement de base et 65 hectolitres par hectare pour le rendement butoir.

## Vins

### Titres alcoométriques volumique minimal et maximal
Le titre alcoométrique volumique du vin blanc est de 10 % volume au minimal et de 12,5 % volume au maximal. Le titre alcoométrique volumique des vins rouges et rosés est de 9,5 % volume au minimal et de 12,5 % volume au maximal.

### Vinification et élevage
Voici les méthodes générales de vinification pour cette appellation. Il existe cependant des petites différences de méthode entre les différents viticulteurs, négociants et caves coopératives.

#### Vinification en blanc

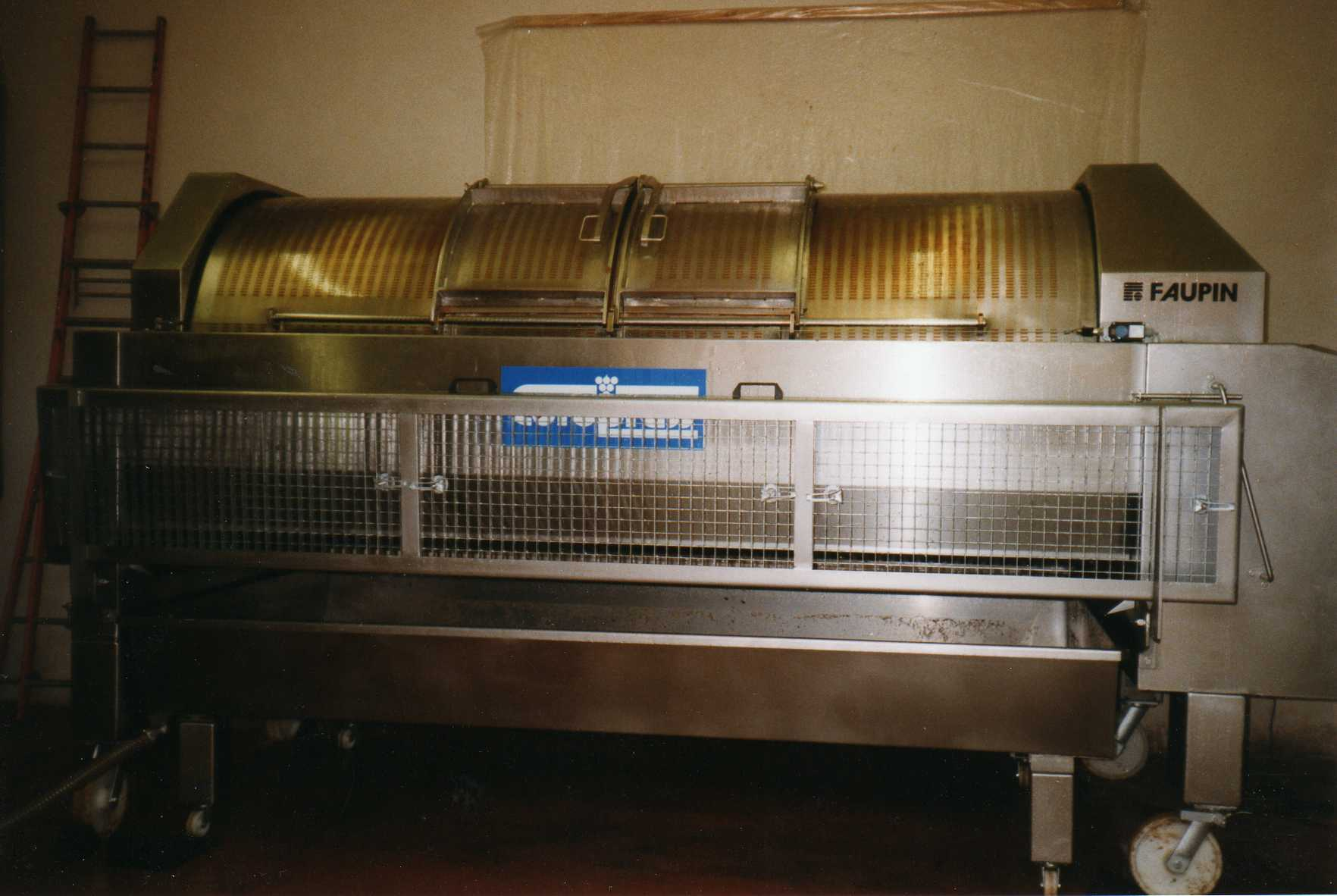
Pressoir pneumatique servant au pressurage.

Comme pour le rouge, la récolte est manuelle ou mécanique et peut être triée. Les raisins sont ensuite transférés dans un pressoir pour le pressurage. Une fois le moût en cuve, le débourbage est pratiqué généralement après un enzymage. À ce stade, une stabulation préfermentaire à froid (environ 10 à 12 degrés pendant plusieurs jours) peut être recherchée pour favoriser l'extraction des arômes. Mais le plus souvent, après 12 à 48 heures, le jus clair est soutiré et mis à fermenter. La fermentation alcoolique se déroule avec un suivi tout particulier pour les températures qui doivent rester à peu près stables (18 à 24 degrés). La chaptalisation est aussi pratiquée pour augmenter le titre alcoométrique volumique si nécessaire. La fermentation malolactique puis l'élevage est réalisée en Fûts ou en cuves. À la fin, la filtration du vin est pratiquée pour rendre les vins plus limpides. La mise en bouteille clôture l'opération.

#### Vinification en rouge
La récolte des raisins se fait à maturité et de façon manuelle ou mécanique. La vendange manuelle est parfois triée, soit à la vigne soit à la cave avec une table de tri, ce qui permet d'enlever les grappes pourries ou insuffisamment mûres. La vendange manuelle est généralement éraflée puis mise en cuve. Une macération pré-fermentaire à froid est quelquefois pratiquée. La fermentation alcoolique peut démarrer, le plus souvent après un levurage. Commence alors le travail d'extraction des polyphénols (tanins, anthocyanes) et autres éléments du raisin. L'extraction se faisait par pigeage, opération qui consiste à enfoncer le chapeau de marc dans le jus en fermentation. Plus couramment, l'extraction est conduite aussi par des remontages, opération qui consiste à pomper le jus depuis le bas de la cuve pour arroser le chapeau de marc et ainsi lessiver les composants qualitatifs du raisin. Les températures de fermentation alcoolique peuvent être plus ou moins élevées, avec une moyenne générale de 28 à 35 degrés au maximum de la fermentation. La chaptalisation est réalisée si le degré naturel est insuffisant : cette pratique est réglementée. À l'issue de la fermentation alcoolique suit l'opération de décuvage qui donne le vin de goutte et le vin de presse. La fermentation malolactique se déroule après mais est dépendante de la température. Le vin est soutiré et mis en fût ou cuve pour son élevage. L'élevage se poursuit pendant plusieurs mois (6 à 24 mois) puis le vin est collé, filtré et mis en bouteilles.

#### Vinification en rosé
La récolte est manuelle ou mécanique. Deux méthodes sont utilisées avec soit le pressurage (rosé de pressurage), soit une mise en cuve de la vendange pour un début de macération : c'est la saignée (rosé de saignée), effectuée avec le tirage du jus de la cuve. La fermentation alcoolique se passe en cuve comme pour le blanc avec suivi de température, chaptalisation, etc. La fermentation malolactique suit généralement. L'élevage se passe en cuve, parfois en fût. Enfin, le vin est filtré et mis en bouteille.

### Terroir et vins
Les sols argilo-siliceux, sur craie de tuffeau donnent :
des vins blancs avec une couleur cristalline jaune or et des arômes floraux et fruités ; des vins rouge vif, avec des arômes épicés et une couleur rubis clair ; des vins rosés légers, finement bouquetés et rafraîchissants.

### Gastronomie, garde et température de service
Les vins blancs accompagnent bien des poissons, des volailles, des fromages de chèvre... Leur durée de garde est inférieure à 20 ans et ils se servent entre 8 et 10 degrés.
Les vins rouges s'accordent bien avec de la charcuterie, des andouillettes,
des rillettes, des volailles, des grillades... Leur durée de garde va de 2 à 6 ans et ils se servent entre 12 et 14 degrés. Les vins rosés se gardent environ 2 ans et se servent entre 8 et 10 degrés.

## Économie

### Commercialisation
La commercialisation de cette appellation se fait par divers canaux de vente : dans les caveaux du viticulteur, dans les salons des vins (vignerons indépendants, etc.), dans les foires gastronomiques, par exportation, dans les cafés-hôtels-restaurants (C.H.R.), dans les grandes et moyennes surfaces (G.M.S.).

### Structure des exploitations
Il existe des domaines de tailles différentes. Ces domaines mettent tout ou une partie de leurs propres vins en bouteilles et s'occupent aussi de le vendre. Les autres, ainsi que ceux qui ne vendent pas tous leurs vins en bouteilles, les vendent aux maisons de négoce
Les maisons de négoce achètent leurs vins, en général, en vin fait (vin fini) mais parfois en raisin ou en moût. Elles achètent aux domaines et passent par un courtier en vin qui sert d'intermédiaire moyennant une commission de l'ordre de 2 % à la charge de l'acheteur.

### Listes des producteurs
Cette AOC comprend 35 producteurs avec 31 viticulteurs dont 33 vinifient leurs vins. Sur ces vinificateurs, il y a vingt-neuf domaines  et trois maisons de négociants.

## Sources, Bibliographie
- Vins et vignobles de France : Vins de Loire, 92 pages, Timée Éditions, Boulogne, 2008.
- Michel Mastrojanni : Les Vins de France (guide vert solar). Éditions Solar, Paris 1992 - 1994 - 1998,  (ISBN 2-263-02796-3)